# Petro Prokopovitj
Peter Ivanovitch “Petro” Prokopovitj (ukrainska: Петро Прокопович), född 12 juli 1775 i Lillryssland, död 3 april 1850 i Lillryssland, var en av huvudgrundarna av modern biodling. 
Han introducerade nyheter i den traditionella biodlingen, som resulterade i stora praktiska framsteg. Bland hans viktigaste uppfinningar var att placera biramar i en separat honungskammare av bikupan, vad som idag kallas skattlåda. Han uppfann också en enkel teknik för att separera drottningen från honungskammaren (skattlådan) för att därmed hålla drottningen i yngelrummet.

## Biografi
Prokopovych föddes i Ukraina, som då var en del av det Kejsardömet Ryssland, i byn Mittjenki (Митченки) nära Baturyn. Fadern var präst av zaporogisk kosackbörd. Från elva års ålder sändes han för studera vid Kiev-Mohyla-akademin i åtta år. Efter studier påbörjade han en militär karriär. Trots framgångar lämnade han dock denna bana med officers rang år 1798, och drog sig tillbaka till sin brors bigård. Han fascinerades av binas verksamhet och 1799 bestämda han sig för att helt ägna sig åt biodling. 1808 hade Prokopovych redan 580 bikupor.
Prokopovych studerade biologin i bisamhällena och strävade efter att förbättra befintliga biodlingsmetoder. Hans huvudsakliga avsikt var att utveckla metoder som möjliggjorde minsta möjliga störningar och skador på bina. Dessa ansträngningar resulterade 1814 i uppfinningen av världens första bikupa med ramar, vilket möjliggjorde en mycket enklare skörd av honung. En annan uppfinning var en avdelare med öppningar, som endast kunde passeras av arbetsbin, idag kallad drottning-galler eller spärrgaller. Detta möjliggjorde skördande av ren honung från ramarna. Prokopovychs uppfinningar representerade ett landmärke i biodlingens historia och markerade början av kommersiell biodling. Hans vetenskapliga arbete resulterade i mer än sextio artiklar i tidningar och tidskrifter.
Ett annat intresse för Prokopovitj var utbildning och undervisning. Han skapade en biodlingskola, som utbildade mer än 700 kvalificerade biodlare över sina 53 års existens. År 1855 hade skolan sammanlagt 2542 bisamhällen.
Som biodlare ägde Prokopovitj 6600 samhällen och blev härigenom mycket välsituerad.
Prokopovych begravdes i byn Paltjiki i Bachmatj raion i dagens Tjernihiv oblast i Ukraina, där hans skola för biodlare var belägen. Där finns ett monument rest över honom. 
Ukrainas Institut för Biodling(uk) har uppkallats efter honom.